# Флойд Сміт
Флойд Сміт (англ. Floyd Smith, нар. 16 травня 1935, Перт) — канадський хокеїст, що грав на позиції крайнього нападника. Згодом — хокейний тренер.
Провів понад 600 матчів у Національній хокейній лізі. 

## Кар'єра гравця
Виріс у Галт, Онтаріо, на юнацькому рівні займався хокеєм у «Галт Ред-Вінгс». Дебютував у НХЛ 1955 року в складі «Бостон Брюїнс», в тому сезоні зіграв 3 матчі, але на початку своєї кар'єру в основному знущався над молошими за себе. Наступного сезону відіграв 23 матчі за «Гершлі Берс», де став важливим гравцем для команди. Після цього Сміт перейшов до «Нью-Йорк Рейнджерс», зігравши в 1961 році в НХЛ 29 матчів. У 1960 році був ключовим гравцем «Спрінгфілд Індіанс», у складі яких набрав 82 пункти в 71-у матчі.
У 1963 році Сміт, нарешті, отримав шанс стати стабільним гравцем НХЛ після того, як його викупили «Детройт Ред-Вінгс». У сезоні 1965/66 років набрав рекордні для своєї кар'єри в НХЛ 49 очок. Наприкінці дедлайну 1968 року був проданий до «Торонто Мейпл-Ліфс». Під час драфту 1970 року був обраний «Баффало Сейбрс» й став першим капітаном команди
Загалом провів 664 матчі в НХЛ, включаючи 48 ігор плей-оф Кубка Стенлі.

## Тренерська робота
У 1972 році розпочав тренувати «Сейбрс». Наступного року перейшов на посаду головного фарм-клубу «биків», «Цинцинаті Свордс» з АХЛ. Протягом перших двох років на тренерському містку цієї команди виграв Кубок Колдера. У 1974 році став головним тренером у «Баффало Сейбрс», й того ж року його команда дійшла до фіналу кубку Стенлі. Тим не менше після цього його звільнили, незважаючи на прекрасні результати протягом регулярного сезону, після цього протягом наступних двох років команда виступала провально. Також тренував команду ВХА «Цинцинаті Стінгерс» у сезоні 1976/77 років та команду «Торонто Мейпл Ліфс» у перших 68-и матчах сезону 1979/80 років до того як зазнав травми в автокатастрофі 14 березня 1980 року, через що решту сезону не міг виконувати обов'язки головного тренера клубу. Потім працював у клубі скаутом, після чого був призначений генеральним менеджером клубу, на цій посаді він працював у сезонах 1989/90 та 1990/91 років

## Статистика
| Сезон        | Клуб                 | Ліга         | Регулярний сезон | Регулярний сезон | Регулярний сезон | Регулярний сезон | Регулярний сезон | Плей-оф | Плей-оф | Плей-оф | Плей-оф | Плей-оф |
| Сезон        | Клуб                 | Ліга         | І                | Г                | П                | О                | ШХ               | І       | Г       | П       | О       | ШХ      |
| ------------ | -------------------- | ------------ | ---------------- | ---------------- | ---------------- | ---------------- | ---------------- | ------- | ------- | ------- | ------- | ------- |
| 1952–53      | Голт Блек Гоукс      | ОХА-мол.     | 6                | 0                | 1                | 1                | 0                | —       | —       | —       | —       | —       |
| 1953–54      | «Оттава Іствайвс»    | M-Cup        | —                | —                | —                | —                | —                | 12      | 8       | 9       | 17      | 0       |
| 1954–55      | «Бостон Брюїнс»      | НХЛ          | 3                | 1                | 0                | 1                | 0                | —       | —       | —       | —       | —       |
| 1964–55      | Голт Блек Гоукс      | ОХА-мол.     | 46               | 29               | 40               | 69               | 60               | 4       | 1       | 4       | 5       | 0       |
| 1955–56      | «Герші Берс»         | АХЛ          | 49               | 10               | 19               | 29               | 31               | —       | —       | —       | —       | —       |
| 1956–57      | «Бостон Брюїнс»      | НХЛ          | 23               | 0                | 0                | 0                | 6                | —       | —       | —       | —       | —       |
| 1956–57      | «Герші Берс»         | АХЛ          | 41               | 12               | 25               | 37               | 32               | 6       | 0       | 1       | 1       | 8       |
| 1957–58      | Спрингфілд Індіанс   | АХЛ          | 70               | 25               | 50               | 75               | 60               | 13      | 2       | 11      | 13      | 4       |
| 1958–59      | Спрингфілд Індіанс   | АХЛ          | 68               | 25               | 32               | 57               | 34               | —       | —       | —       | —       | —       |
| 1959–60      | Спрингфілд Індіанс   | АХЛ          | 71               | 31               | 51               | 82               | 26               | 10      | 1       | 5       | 6       | 10      |
| 1960–61      | «Нью-Йорк Рейнджерс» | НХЛ          | 29               | 5                | 9                | 14               | 0                | —       | —       | —       | —       | —       |
| 1960–61      | Спрингфілд Індіанс   | АХЛ          | 40               | 19               | 27               | 46               | 26               | —       | —       | —       | —       | —       |
| 1961–62      | Спрингфілд Індіанс   | АХЛ          | 69               | 41               | 36               | 77               | 19               | 11      | 0       | 4       | 4       | 2       |
| 1962–63      | «Детройт Ред-Вінгс»  | НХЛ          | 51               | 9                | 17               | 26               | 10               | 11      | 2       | 3       | 5       | 4       |
| 1962–63      | «Піттсбург Горнетс»  | АХЛ          | 16               | 8                | 7                | 15               | 6                | —       | —       | —       | —       | —       |
| 1963–64      | «Детройт Ред-Вінгс»  | НХЛ          | 52               | 18               | 13               | 31               | 22               | 14      | 4       | 3       | 7       | 4       |
| 1963–64      | «Піттсбург Горнетс»  | АХЛ          | 21               | 14               | 17               | 31               | 14               | —       | —       | —       | —       | —       |
| 1964–65      | «Детройт Ред-Вінгс»  | НХЛ          | 67               | 16               | 29               | 45               | 44               | 7       | 1       | 3       | 4       | 4       |
| 1965–66      | «Детройт Ред-Вінгс»  | НХЛ          | 66               | 21               | 28               | 49               | 20               | 12      | 5       | 2       | 7       | 4       |
| 1966–67      | «Детройт Ред-Вінгс»  | НХЛ          | 54               | 11               | 14               | 25               | 8                | —       | —       | —       | —       | —       |
| 1966–67      | «Піттсбург Горнетс»  | АХЛ          | 13               | 5                | 9                | 14               | 10               | —       | —       | —       | —       | —       |
| 1967–68      | «Детройт Ред-Вінгс»  | НХЛ          | 57               | 18               | 21               | 39               | 14               | —       | —       | —       | —       | —       |
| 1967–68      | «Торонто Мейпл-Ліфс» | НХЛ          | 6                | 6                | 1                | 7                | 0                | 4       | 0       | 0       | 0       | 0       |
| 1968–69      | «Торонто Мейпл-Ліфс» | НХЛ          | 64               | 15               | 19               | 34               | 22               | —       | —       | —       | —       | —       |
| 1969–70      | «Торонто Мейпл-Ліфс» | НХЛ          | 61               | 4                | 14               | 18               | 13               | —       | —       | —       | —       | —       |
| 1970–71      | «Баффало Сейбрс»     | НХЛ          | 77               | 6                | 11               | 17               | 46               | —       | —       | —       | —       | —       |
| 1971–72      | «Баффало Сейбрс»     | НХЛ          | 6                | 0                | 1                | 1                | 2                | —       | —       | —       | —       | —       |
| Усього в НХЛ | Усього в НХЛ         | Усього в НХЛ | 616              | 129              | 178              | 307              | 207              | 48      | 12      | 11      | 23      | 16      |
| Усього в АХЛ | Усього в АХЛ         | Усього в АХЛ | 458              | 190              | 273              | 463              | 258              | 40      | 3       | 21      | 24      | 24      |

## Тренерська статистика
| Команда      | Сезон        | Регулярний сезон | Регулярний сезон | Регулярний сезон | Регулярний сезон | Регулярний сезон | Регулярний сезон | Регулярний сезон | Плей-оф                       |
| Команда      | Сезон        | І                | В                | П                | Н                | ПОТ              | О                | Результат        | Результат                     |
| ------------ | ------------ | ---------------- | ---------------- | ---------------- | ---------------- | ---------------- | ---------------- | ---------------- | ----------------------------- |
| БАФ          | 1971–72      | 1                | 0                | 1                | 0                | -                | (51)             | 6-е на Сході     | (віконувач обов'язків)        |
| БАФ          | 1974–75      | 80               | 49               | 16               | 15               | -                | 113              | 1-е у ДА         | Поразка у фіналі Кубка Стенлі |
| БАФ          | 1975–76      | 80               | 46               | 21               | 13               | -                | 105              | 2-е у ДА         | програш у другому раунді      |
| БАФ          | 1976–77      | 80               | 48               | 24               | 8                | -                | 104              | 2-е у ДА         | програш у другому раунді      |
| ЦИН (ВХА)    | 1978–79      | 80               | 33               | 41               | 6                | -                | 72               | 6-е у WHA        | програш в першому раунді      |
| ТОР          | 1979–80      | 68               | 30               | 33               | 5                | -                | (75)             | 4-е у ДА         |                               |
| Усього в НХЛ | Усього в НХЛ | 309              | 173              | 94               | 41               |                  |                  |                  |                               |